# Копытько, Виктор Николаевич
Ви́ктор Никола́евич Копытько́ (род. 8 октября 1956, Минск, БССР) — композитор, музыкальный деятель. Лауреат Национальной кинопремии Республики Беларусь (2018). Лауреат международного кинофестиваля «Лiстапад-2006». Трёхкратный обладатель приза «Хрустальный Аист».

## Биография
Виктор Николаевич Копытько родился 8 октября 1956 года в Минске.
Профессионально заниматься музыкой будущий композитор стал лишь в 13 лет, тогда же начал сочинять. В 1971 году поступил в 8-й класс теоретического отделения Средней специальной музыкальной школы-одиннадцатилетки при Белорусской государственной консерватории в класс М. С. Миненковой, пройдя экстерном весь предшествующий курс музыкальных дисциплин. К этому времени относятся и его первые композиторские опыты. Уже в годы школьной учёбы (1971—1975) определились эстетические пиететы В. Копытько, проявилась широта его художнических пристрастий, открытость новым впечатлениям, основанная на природном вкусовом камертоне. Из стен ССМШ В. Копытько вышел вполне сформировавшимся композитором; своим первым зрелым опусом он считает написанную ещё в школе вокальную поэму «Из „Больничной Тетради“ Семена Кирсанова» (1974—1975).
С 1975 года В. Копытько — студент композиторского отделения Ленинградской консерватории им. Н. А. Римского-Корсакова. Годы студенчества (1975—1982) стали для композитора временем оттачивания профессионального мастерства, однако этот процесс имел мало общего с академическим консерваторским образованием. Копытько входит в круг ярко одарённых музыкантов разных специальностей и возрастов, для которых живое творческое общение стало бесценной школой художнического и композиторского профессионализма. В данном кругу решались эстетические и этические проблемы, далеко не всегда совпадающие с официальным академическим курсом обучения: молодые музыканты, свободные от конформизма советской системе, фактически являлись андеграундом академической музыки своего времени. Наиболее близкие человеческие и творческие отношения связывали Виктора Копытько с композиторами Юрием Красавиным, Леонидом Десятниковым, Вениамином Баснером, Валерием Котовым, Владимиром Рябовым, с музыковедом-медиевистом Вячеславом Карцовником, цимбалисткой Ангелиной Ткачёвой, пианистом Павлом Егоровым, певицей Еленой Рубин, дирижёрами Валерием Гергиевым, Владимиром Зивой, Андреем Борейко.
Одной из ведущих эстетических установок для молодых композиторов этого круга стало сформулированное В.Копытько понятие эмансипации консонанса. Сознательное стремление к первозданной чистоте диатоники и нетривиальным формам бытования музыки взаимосвязано с увлечением В.Копытько и его друзей-единомышленников философией дзэн-буддизма (главным образом через творчество Дж. Кейджа), музыкой европейского Средневековья и идеей аристократического салонного музицирования.
В числе ключевых произведений В. Копытько консерваторских лет — Соната для фортепиано «Missa Brevis» (1976), Дивертисмент для белорусских цимбал и подготовленного рояля (1976), который в течение многих лет исполнялся одним и тем же тандемом музыкантов — самим композитором и Ангелиной Ткачёвой. В петербургских и московских кругах большую известность приобрели сочинения Копытько для голоса и фортепиано: «Три стихотворения Осипа Мандельштама» (1977), «Мадригал» на стихи Ф. И. Тютчева (1978), «Шесть стихотворений А. С. Пушкина» (1977—1979), а также написанная до консерватории «Больничная тетрадь».
Во время студенчества обозначилась ещё одна сфера профессиональной деятельности В. Копытько: работа в жанрах прикладной музыки. В конце 1970-х годов композитор начал писать музыку к драматическим спектаклям, которые ставились в качестве консерваторских студенческих работ по режиссёрскому и актёрскому мастерству. Наиболее яркие спектакли тех лет были созданы в сотрудничестве с друзьями В. Копытько, театральными режиссёрами Дмитрием Рождественским и Юрием Борисовым (соавтор либретто двух опер композитора: «Девочка, наступившая на хлеб» и «Его Жёны»; первая из них была поставлена Дм. Рождественским на Ленинградском телевидении в 1983 году).
Окончив Ленинградскую консерваторию в 1982 году (класс композиции профессора А. Д. Мнацаканяна), В. Копытько вернулся в Минск. В 1985 году был принят в Союз композиторов БССР, в 1993 вышел из него по собственному желанию.
В 1980-е годы творчество В. Копытько практически неизвестно музыкальной общественности Беларуси. Свои произведения он пишет преимущественно «в стол». В это же время имя композитора становится уважаемым в театральных и кинематографических кругах Беларуси и за её пределами.
С 1978 года В. Копытько постоянно сотрудничает с киностудией «Беларусьфильм». Начало кинокарьеры В. Копытько связано с именем выдающегося белорусского режиссёра-документалиста Адольфа Каневского (1932—1995). Особо выделяются первая и одна из последних документальных лент, созданных соавторами — «Нарочанская баллада» (1978) и «Гудёлка» (1989).
Этапным для композитора было сотрудничество с российским режиссёром Георгием Товстоноговым, к экранизациям театральных спектаклей которого он создал музыку: в 1986 году к «Дяде Ване» А. П. Чехова, в 1989 — к «Последнему Пылкому Влюблённому» по пьесе Нила Саймона.
Во второй половине 1980-х годов в Минске было исполнено несколько сочинений композитора: Маленькая Симфония, «A Double Rule of Three» или Шесть Двойных Терцетов для 3-х голосов и рояля в 6 рук на стихи Л. Кэрролла, Gloria для хора a cappella в честь Гвидо д’Ареццо. Все минские премьеры хоровых сочинений В. Копытько в это и последующее десятилетие состоялись под управлением дирижёра Игоря Матюхова.
Премьерой «Песен Арбатского Двора» Окуджавы-Копытько в 1988 году ознаменовалось рождение Государственного Камерного хора, созданного И. Матюховым.
Интерес к творчеству и особе композитора на его родине (и за её пределами) совпал с волной белорусского национального возрождения начала — середины 1990-х годов. Событием в музыкальной жизни Минска стала премьера в 1990 году оратории В. Копытько «Куранты» по анонимному славянскому сборнику XVIII века для баритона, хора и инструментального ансамбля (1989-90).
В рамках фестиваля искусств «Минская весна-92» состоялся вечер музыки В. Копытько и его друзей, петербуржцев Ю. Красавина и Е. Щелканова (Ройтмана). В этом концерте впервые прозвучали «Библейские Сцены» В. Копытько для камерного инструментального ансамбля (1989-92) и фантазия с игрой, пением и речитацией «Северный Ветер» (1992), ставшие впоследствии одними из наиболее исполняемых произведений композитора.
К двадцатилетию творческой деятельности В. Копытько был приурочен большой авторский концерт 5 января 1995 года в Камерном зале Белорусской государственной филармонии (ныне — Костёл Святого Роха), в котором прозвучали сочинения композитора конца 1970 — начала 1990-х годов. Впоследствии авторские вечера В. Копытько проходили в Минске неоднократно: в 1998, 1999, 2006, 2010, 2012 гг. Многие из сочинений, прозвучавших в этих концертах, были представлены минской публике впервые.
В 1990-е годы состоялся целый ряд европейских поездок В. Копытько, познакомивших с творчеством композитора слушателей Литвы, Польши, Швейцарии.
В 1992 году прошли первые гастроли В. Копытько в Соединённых Штатах Америки. С этого времени в Нью-Йорке и Лексингтоне публике был представлен ряд премьер музыки композитора, в том числе и мировых. По заказу Американского Общества Русской музыки (The Russian Musical Art Society of Аmerica) была написана кантата В. Копытько «Знаки», посвящённая Николаю Качанову — создателю, художественному руководителю и дирижёру Русского Камерного Хора Нью-Йорка (The Russian Chamber Chorus of New-York). Благодаря инициативе Н. Качанова была завершена Месса в честь Святого Франциска Ассизского (1981—1994) — одна из вершин творчества композитора. Мировая премьера Мессы в честь Святого Франциска состоялась 30 сентября 1994 года в Нью-Йорке в исполнении Русского Камерного Хора Нью-Йорка под управлением Н. Качанова в Храме Доброго Пастыря (The Church of the Good Shepherd). В 1995 году В. Копытько — Composer in Residence Университета им. Вашингтона и Ли (Лексингтон, Вирджиния, США), где состоялись встречи композитора со студенческой аудиторией; в концерте прозвучала мировая премьера его пьесы для камерного оркестра «Адажио для Адольфа» (дирижёр А. Борейко).
С начала 1990-х годов до настоящего времени музыка композитора звучит в исполнении отечественных и зарубежных музыкантов в Беларуси, России, Украине, Литве, Латвии, Польше, Чехии, Словакии, Венгрии, Турции, Ливане, Греции, Швейцарии, Франции, Австрии, Германии, Испании, Португалии, Голландии, США на таких фестивалях, как: Международный фестиваль музыки «Минская весна» и Международный фестиваль искусств «Белорусская музыкальная осень» (Минск, Беларусь, практически ежегодно), Музыкальный Фестиваль им. И. Соллертинского (Витебск, Беларусь; 1992, 1998, 2002, 2006), Фестиваль «Возрождение Белорусской Капеллы» (Минск, Беларусь, регулярно в 1990-е гг.), Фестиваль им. В. Усачевского (Нью-Йорк, США, 1992), Музыкальный Фестиваль «Музыка Молчания» (Санкт-Петербург, Россия, 1993), Музыкальный Фестиваль «Лето в Бонне» (Германия, 1993), Третий Балтийский Музыкальный Фестиваль (Вильнюс, Литва, 1993), Музыкальный Фестиваль «Европейский Пассаж» (Швейцария, 1994), Фестиваль в честь Министерства Мира ООН (Нью-Йорк, США, 1994), Sonoklect 1994—1995 «Interselection» (Лексингтон, США, 1995), Фестиваль Новой Духовной Музыки (Нью-Йорк, США, 1999), Первый Фестиваль духовной музыки на о. Патмос (Греция, 2001), Краковский Международный Фестиваль Современной Музыки (Польша, 2003, 2009), «Театральные Методики-05» (Латвия, 2005), Музыкальный Фестиваль «Московская осень» (Россия, 2005, 2011, 2012), 23-й Международный Музыкальный Фестиваль в Анкаре (Турция, 2006), IX Международный Музыкальный Фестиваль «Вселенная Звука» (Москва, Россия, 2011), Международный фестиваль современной музыки «Гольфстрим II» (Киев, Украина, 2013), 8-й Международный Пианистический Форум «Бещады без границ» (Санок, Польша, 2013), V Международный Музыкальный Фестиваль в Новогродзеце (Польша, 2013), 56-й Международный Фестиваль Современной Музыки «Варшавская Осень» (Польша, 2013), VI Левитановский музыкальный фестиваль (Плёс, Россия, 2013).
В эти годы композитор наиболее активно сотрудничает с такими исполнительскими коллективами, как Ансамбль солистов «Классик-Авангард», Государственный Камерный оркестр Республики Беларусь, Ансамбль «Камерные солисты Минска», Государственный Камерный хор Республики Беларусь, Русский Камерный Хор Нью-Йорка (RCCNY), Ансамбль ударных инструментов Марка Пекарского, Ансамбль старинной музыки «Alta Capella»; с такими дирижёрами, как И. Матюхов, Д. Зубов (выступали с исполнением произведений В. Копытько также в качестве солистов и ансамблистов), Н. Качанов, Н. Михайлова, А. Борейко, В. Чернухо-Волич, П. Вандиловский, В. Байдов, Г. Проваторов, Е. Бушков, В. Юровский; среди солистов, с которыми работал В. Копытько, солисты-вокалисты Т. Гаврилова, Н. Акинина, В. Скоробогатов, В. Громов, Ю. Вустин, В. Менделев, О. Волошина, Т. Войтович, Л. Лют, Г. Останькович, М. Мовчан, А. Копытько, Н. Копытько, С. Мартынюк; солисты-инструменталисты А. Ткачёва, Л. Рыдлевская, Е. Юхнова, Н. Каракулько, В. Майнова (цимбалы), Г. Фёдоров, С. Махов, Л. Ласоцкая (флейта), Г. Матюкова (флейта-траверсо), М. Бушкова, В. Песин, Ю. Герман (скрипка), А. Афанасьев и З. Алмаши (виолончель), Н. Кожухарь (виола да гамба), М. Константинов, В. Судновский, И. Авдеев, А. Семёнова (ударные), А. Беляев, Е. Марецкая, Ю. Гильдюк, Н. Копытько (фортепиано), П. Осетинская (рояль, клавесин).
В 1990—2010-е годы В. Копытько продолжает интенсивно работать в жанрах театральной и киномузыки, сотрудничая с отечественными и зарубежными театральными и кинорежиссёрами разных поколений. Композитор создал музыку более чем к 30 спектаклям драматического и кукольного театра (постановки осуществлены на сценах Беларуси, России, Германии, Польши, Латвии), а также музыку к свыше 100 художественных, анимационных и документальных кино-, теле- и видеофильмов в сотрудничестве с киностудиями Беларуси, России, Литвы, Польши, Франции, Португалии, Германии, США.
В настоящее время композитор живёт в Минске. Работает как свободный художник в сотрудничестве с различными филармоническими организациями, театрами, киностудиями. Является членом Союза кинематографистов и Союза театральных деятелей Беларуси.
Личности и творчеству В. Копытько посвящены работы белорусского режиссёра Галины Адамович: видеофильм «Радуйся!» (2001) и авторская телепередача «Композитор Виктор Копытько» из цикла «Время кино» (2006).

## Творческий портрет
Творчество Виктора Копытько связано с разными областями современного музыкального искусства. Среди основных его сочинений — три оперы, Месса в честь Святого Франциска Ассизского, оратория «Куранты» по анонимному славянскому сборнику XVIII века, многочисленные камерные сольные кантаты, камерная симфония «Библейские Сцены», оркестровые произведения, камерная инструментальная и вокальная музыка, сочинения для хора, музыка для театра и кино.
Ключевой чертой авторской поэтики В. Копытько является творческий космополитизм, существование в едином для всего искусства эстетико-стилевом континууме, неделимом по хронологической, национальной, конфессиональной и какой-либо иной принадлежности. Главной особенностью его композиторского облика можно назвать многоаспектный и нелинейный синтез жанрово-стилевых принципов и композиционных техник разных эпох, сплавления их воедино в индивидуальном авторском моностиле.
Важнейшей доминантой системы художественных координат В. Копытько выступает интонационная и акустическая изощрённость, а также смысловая многоуровневость драматургии, в которой образная сюрреалистичность парадоксально сочетается с тонким лирическим посылом. Творчество композитора не поддаётся линейной периодизации, поскольку в хронологически более ранних его произведениях заложены образно-тематические, эстетико-стилевые и жанровые приоритеты, находящие своё воплощение через годы, а порой и десятилетия.
Будучи по природе композитором яркого театрального дарования, В. Копытько продолжительное время не работал в оперном жанре (со времени создания оперы «Его Жёны» до третьей оперы композитора «Урочный час» прошло 30 лет). 
Это отчасти восполняется «вокально-инструментальными представлениями» (Копытько принципиально избегает модного жанрового определения «перформанс») и многочисленными камерными сольными кантатами (некоторые из них сам автор называет «фрагментами ненаписанных опер»). В. Копытько — единственный на сегодняшний день композитор в Беларуси (а может быть и в мире), в творчестве которого жанр камерной сольной кантаты нашёл столь многогранное, яркое и последовательное воплощение (по данным на осень 2023 года В. Копытько создано около 40 произведений в этом жанре, включая сочинения, прилегающие к нему). Не менее значимой сферой художественных интересов композитора является инструментальная музыка. Автор предпочитает камерные, ансамблевые составы и сольные тембры, нередко приобретающие в его сочинениях персонажные функции.
Метажанром творчества В. Копытько можно назвать «музыкальное приношение», хотя подобный подзаголовок имеет лишь Евангельская триада камерных кантат «Приношения I—III» (сам автор предпочитает говорить о шести Евангельских Историях, в которые входят названые Приношения). Наличие у ряда сочинений реального или воображаемого собеседника-адресата раскрывается как в самих названиях партитур («Адажио для Адольфа», «Lento per Leni», «Пять Багателей для Михаэля Пухберга», «Элегия памяти Арриго Бойто», «Buona notte, Federico!..», «Книжечка Карла Шваба», «Приглашение» в честь 100-летия Джона Кейджа и другие), так и в авторских посвящениях. Нередко самим адресатом оказывается продиктована интонационная основа произведения (монограммы Вениамина Баснера, Федерико Феллини, Михаэля Пухберга, Ольги Седаковой, Джона Кейджа, Мишель Бушковой в соответствующих сочинениях). В числе «музыкальных приношений» — «Превращения» для камерного инструментального ансамбля (2007) и sonata da chiesa «Музыка Великой Субботы» (2006—2009). Оба произведения прозвучали 29 декабря 2009 года в Культурном центре «Покровские Ворота» в Москве в честь юбилея поэта Ольги Седаковой (которой они и посвящены), наряду с сочинениями А. Вустина и В. Сильвестрова.
Творчество Виктора Копытько обращено к вечным темам и сюжетам в искусстве и адресовано умному, тонкому и, вместе с тем, доверчивому слушателю и собеседнику.

## Основные сочинения

### Оперы и балеты
- «Девочка, наступившая на хлеб», опера по Г. Х. Андерсену. Либретто Ю. Борисова и В. Копытько при участии В. Котовой (1980—1981; поставлена на Ленинградском телевидении, 1983, реж. Дм. Рождественский). Посвящение: «Памяти Бенджамина Бриттена».
- «Его Жёны», опера в 2-х частях по мотивам Антоши Чехонте и другим мотивам. Либретто Ю. Борисова и В. Копытько (1988, окончательная версия — 2005; в постановке Национального академического театра оперы Республики Беларусь (Минск, 2006) опера озаглавлена «Синяя Борода и Его Жёны»). Посвящение: «Моему сыну Даниилу».
- «Урочный час», опера по одноименному рассказу Рэя Брэдбери. Либретто В. Копытько (2019; концертное исполнение на сцене Белорусской государственной филармонии 13 марта 2020). Посвящение: «Девочкам Ире и Муре посвящается».
- "INCIPIT", одноактный  балет для двух танцующих артистов и камерного ансамбля с использованием стихов Ольги Седаковой и Заключительного   сонета из "Новой Жизни" Данте в переводе Ольги Седаковой (2022,2023).  Посвящение: «Маше и Паше, Жене и Поле Алёшиным».

### Литургические сочинения
- "Agnus Dei" для хора и органа (1983).
- Два песнопения памяти Александра Меня для хора a cappella (1990).
- Месса в честь Святого Франциска Ассизского (1981—1994).
- "Ave Maria" для хора a cappella (2008, 2015).
- «Радуйся, Мариє» для хору a cappella (2015). Посвящение: «Валентину Сильвестрову присвячується».
- Новая Месса для большого хора мальчиков и инструментального ансамбля (2020).
- Requiem Canticles для солистов, хора и оркестра (2022). Посвящение: «Памяти моего дедушки Ивана Максимовича Загорского».
- Прелюдия, Фуга и Хорал, коллаж для хора, солистов и оркестра. Тексты канонические (латынь; Моцарт, «Requiem») и Кароля Войтылы (польский; Копытько, «У колодезя Иаковлева») (2022). Посвящение: «Посвящается Вячеславу Чернухо-Воличу».
- "Music for the Funeral of Queen Elizabeth ll" для трёх труб, двух литавр и смешанного хора (2022). Текст канонический (Пс.67:4,2).

### Светские ораториальные произведения
- Окуджава-Копытько: «Песни Арбатского Двора», сюита для камерного хора, солистов и маленького оркестрика (1988). Посвящение: «Юрию Борисову и Игорю Матюхову».
- «Куранты», оратория по анонимному славянскому сборнику XVIII века для баритона, хора и инструментального ансамбля (1989—1990). Посвящение: «Посвящается Виктору Скоробогатову».
- «Покидая Родной Город», маленькая оратория для мужского голоса, хора и большого симфонического оркестра; использованы стихи Аркадия Кулешова (2022). Посвящение: «Киеву, Минску и всем родным городам».

### Произведения для сольных инструментов и оркестра
- Концерт для клавира с оркестром в 3-х частях (2012, часть I — подготовленный рояль; часть II — клавесин; часть III — рояль). Посвящение: «Посвящается Настасье Хрущёвой».
- "Michelle Concerto" или Near Tripple Concerto для скрипки соло, облигатных виолончели и клавира (рояль и клавесин, 1 исполнитель) и камерного оркестра в 3-х частях (2022). Посвящение: «Мишель Бушковой».
- «Арабеска», центон для валторны и симфонического оркестра (2022-2023). Посвящение: «Саше Гайко».

### Произведения для сольных голосов и камерного оркестра (инструментального ансамбля)
- «Сюцай из Ишуя», история для сопрано и камерного инструментального ансамбля; текст из Пу Сун-лина (1982-83).
- «Плач Изольды», концертная ария для сопрано и камерного оркестра; текст из староитальянской версии легенды о Тристане XIII века (1983). Посвящение: «Яне».
- «О Мудрости, Печали и Радости», кантата для тенора, сопрано и камерного оркестра на тексты из Николая Кузанского, Томаса Мэлори и Корнея Чуковского (1984).
- «Карнавальная Ночь», кантата для баса, альта, камерного инструментального ансамбля и камерного хора ad libitum на текст из Томаса Манна и латинского Канона (1984).
- «Песня», композиция для 2-х мужских голосов (тенор и бас) и камерного инструментального ансамбля на стихи Пушкина (1984). Посвящение: «Посвящается ***».
- "A Double Rule of Three" или Шесть Двойных Терцетов на стихи Льюиса Кэрролла для 3-х голосов и рояля в 6 рук (1985). Посвящение-эпиграф: «В городе Минске есть улица под названием 2-я Шестая Линия… Посвящается городу Минску».
- "There wo’n’t be much for us", или Маленькая кантата для вокального терцета и камерного оркестра на стихи Льюиса Кэрролла (1986).
- «Колыбельная», фантазия для камерного ансамбля. Использованы белорусские, немецкие и французские фольклорные тексты (1993-94 по заказу Министерства культуры кантона Аргау, Швейцария). Посвящение-эпиграф: «Мои богини! что вы? где вы?» (А. С. Пушкин).
- Capriccio для 2-х голосов (детское сопрано и низкий бас) и ансамбля ударных; текст из Э. А. По (Версия I — 1986—1996; Версия II — 2001). Посвящение: «Посвящается Вере Поповой».
- "Ein Deutsches Lied" для камерного ансамбля и магнитофонной ленты; текст из И. В. Гёте (1985—1986; 1997). Посвящение: «Посвящается Павлу Егорову».
- «3-е Китайское Путешествие», кантата для сопрано, баритона, камерного хора (ансамбля), ударных и магнитофонной ленты на древние китайские тексты (1998). Посвящение: «Зорику Марголину с любовью — посвящается».
- «Машкин Дом», музыка для камерного хора, органа и русского народного инструмента. Текст из Христианского канона (1998-99). Посвящение-эпиграф: «Жила-была моя соседка Машка… В память о ней».
- "La Fantaisie Française" («Французская Фантазия»), кантата для двух голосов (детское сопрано и баритон) и камерного оркестра. Тексты из Виктора Гюго и французского фольклора (1986—2003). Посвящение: «Посвящается Ангелине Копытько».
- «Музыка на встречу Марии и Елизаветы» для сопрано, контральто и камерного инструментального ансамбля. Текст из Священного Писания (2002—2003). Посвящение: «Маме и Бабушке — Марии и Елизавете — посвящается».
- «Пишет Письмо», кантата для мужского голоса (с ударными аксессуарами) и магнитофонной ленты. Стихи Ли Бо (2000, 2005). Посвящение: "Павлу Алёшину - с дружбой".
- «Приношение I», кантата для солистов, камерного оркестра / ансамбля и хора in distanza. Тексты из Священного Писания и белорусского фольклора (2006). Посвящение (белорусск.): «Памяці майго бацькі».
- «Приношение II», кантата для женского голоса и камерного оркестра / ансамбля. Текст из Священного Писания (2006). Посвящение: «Памяти Дмитрия Рождественского».
- «Приношение III», кантата для квартета солистов, камерного оркестра / ансамбля и хора in distanza. Тексты из Священного Писания (1-я редакция 2006—2007, 2-я редакция 2022, посвящение обеих редакций (белорусск.): «Да Наташы»).
- «История Статира», сцена для ансамбля солистов и женского хора. Тексты из Священного Писания и белорусского фольклора (2007). Посвящение: «В честь Венедикта Ерофеева».
- «Продолжает письмо», камерная кантата на стихи Ли Бо (1998—2011). Посвящение: "Павлу Алёшину - с любовью и дружбой".
- LARGO для голоса с оркестром. Стихи Ольги Седаковой (2011).
- «Завет», экспромт для двух исполнителей и tape. Текст из поэмы Венедикта Ерофеева «Москва — Петушки» (глава «Москва. На пути к Курскому вокзалу») (2012). Посвящение: «Посвящается Михаилу Константинову».
- «У колодезя Иаковлева», пасторальная кантата для солистов, хора in movimento и оркестра. Тексты из Священного Писания и стихов Кароля Войтылы (2014—2016). Посвящение: «Светлой памяти Натальи Васильевны Шемберовой (Профатило)».
- «Влага проникнет», камерная кантата на тексты Софокла и Наташи Копытько для двух голосов (бас и сопрано), камерного хора (ансамбля) и ансамбля инструментов (2020). Посвящение: «Памяти Саши».
- «Говорит с тенью друга», кантата-экспромт на текст из Сказания о Гильгамеше (2022; Версия I). Посвящение: «Дмитрию Капилову».
- «Говорит с тенью друга», кантата-экспромт на текст из Сказания о Гильгамеше (2022; Версия II). Посвящение: «Валентину Васильевичу Сильвестрову».
- «Экспромт», камерная кантата для двух голосов и инструментального ансамбля. Текст из Сафо, перевод с английского В.Копытько по Мари Барнард (2022). Посвящение: «Ирине Седаковой с любовью».
- «Три слова Ольги Седаковой», маленькая кантата для голоса и ударных (2022). Посвящение: «Посвящается Валерии Лиходей».
- «Строки из Кроткой», фрагмент для хора (ансамбля) и солиста (баритон или бас). Текст из Фёдора Михайловича Достоевского (2022). Посвящение: «Светлой памяти моих друзей Олега и Юрия Борисовых».
- «Я вернулся», кантата для тенора и камерного инструментального ансамбля на стихи Осипа Мандельштама (2022). Посвящение: «Людмиле Григорьевне Ковнацкой».
- «Свободни», кантата для двух исполнителей на текст из Евангелия от Матфея и Ольги Седаковой (2022). Посвящение: «Маргарите Криммель».
- «Дачка Йаіра», Евангельская История для вокального ансамбля на тексты из Матфея и Марка, а также белорусские фольклорные тексты (2022). Посвящение (белорусск.): «Юрыю Касабуцкаму».
- «Колыбельная 30 лет спустя», фантазия для камерного инструментального ансамбля, сольного женского голоса и женского хора // ансамбля. Использованы тексты из Ольги Седаковой и французского фольклора (2022). Посвящение: «Владимиру Юровскому».
- «Письмо», кантата для женского сольного голоса и женского хора // ансамбля ad libitum на стихи Эмили Дикинсон  (2022). Посвящение: «Ане Фёдоровой».
- «Орфей и Эвридика», камерная сольная кантата на стихи Овидия ("Метаморфозы") для голоса (тенор-баритон) и камерного оркестра // ансамбля (2022). Посвящение: «Полине Осетинской, with love».
- «За паўгады да паўстагоддзя», небольшая кантата для тенора и струнного квартета на две строки Максима Богдановича из Генриха Гейне (2022). Посвящение: «Ірыне Дзянісавай».
- «Плакал Адам, или шесть слов из Старых песен Ольги Седаковой», камерная кантата для голоса, духового инструмента и струнного квинтета, сольного или оркестрового (2023). Посвящение: «Наташе Игнатьевой».
- "Once upon a time in Camelot", маленькая мистерия для трех голосов (дискант, тенор и бас) и камерного оркестра на тексты из романа Томаса Мэлори «Смерть Артура» (в переводе на русский язык Инны Бернштейн) и латинского канона (2022-2023). Посвящение: «Паше Гайко, голкиперу №1, посвящается».

### Сочинения для оркестра
- Маленькая Симфония для 15 исполнителей в пяти частях (1985). Посвящение: «Юрию Красавину».
- «Играем Чехова», сюита для малого симфонического оркестра в пяти частях (1987).
- «Адажио для Адольфа», пьеса для камерного оркестра (1989). Посвящение: «А. И. Каневскому».
- Три Интермеццо для камерного оркестра или инструментального ансамбля (1994, 2002). Посвящение: «Посвящается Дмитрию Строцеву».
- Серенада для камерного инструментального оркестра/ансамбля в 5 частях (1998). Посвящение: «К 200-летию Адама Мицкевича».
- "Lento per Leni", пьеса для струнного оркестра (2010 — версия I; 2011 — версия II; 2011, 2016 — версия III).
- "Thank you, Mr. Edison", фантазия для симфонического оркестра с солирующим роялем и tape (2020). Посвящение: «Юрию Николаевичу Гильдюку посвящается».
- "Другая свеча", пьеса для небольшого оркестра (на мотив Владимира Теравского; 2022). Посвящение: «Памяти Романа Бондаренко».
- «AVIA», бурлеск для tape, оркестра и хора ad libitum. Текст из Интернета (2022). Посвящение: «Тем, кто там, пока я тут».
- TROPOS, интермедия для симфонического оркестра (2022). Посвящение: «Арине Цытленок с любовью».

### Камерная инструментальная музыка
- Дивертисмент для цимбал и подготовленного рояля (1976).
- «Прелюдия и Хорал для Василисы» для скрипки и фортепиано или инструментального ансамбля (1980).
- Канцона для инструментального ансамбля (1984; версии: для скрипки и фортепиано, 2003; альта и фортепиано, 2003; гобоя и фортепиано, 2011; кларнета и фортепиано, 2014; белорусских цимбал и фортепиано, 2022). Посвящение ансамблевой версии: «Марату Никитину»; гобойной версии: «Фаине Бергер»; цимбальной версии: «Ларисе Рыдлевской».
- «GLORIA», пьеса для инструментального трио (1989, 1998; версия для флейты траверсо, скрипки и виолы да гамба, 2010). Посвящение: «В честь Гвидо д’Ареццо».
- «Библейские Сцены», камерная симфония для инструментального ансамбля в 5 частях (1989—1992). Посвящение: «Ирине Ивановне Гончаровой».
- «Песня», композиция для 4-х контрабасов (1995). Посвящение: «Посвящается Владимиру Байдову».
- «Buona notte, Federico!..», маленькая фантазия для белорусских цимбал solo (1996).
- Элегия памяти Вениамина Баснера для виолончели solo (1996).
- «Струны Святого Франциска», пьеса для арфы solo (1994, 2003).
- «Пять Багателей для Михаэля Пухберга» для камерного инструментального ансамбля (2004).
- Маленькая Белорусская Книжица для камерного инструментального ансамбля по анонимному славянскому сборнику XVIII века в 6-ти частях (2004). Посвящение (белорусск): «Прысьвячаецца Ансамблю салістаў „Класік-Авангард“».
- «Старинный танец», пьеса для белорусских цимбал и виолончели (2006).
- «Вечернее пение», пьеса для фагота или бас-кларнета и ударных инструментов (2007). Посвящение: «Посвящается Александру Вустину».
- «Through the Marveling-Glass or METAMORPHOSES», крошки для камерного инструментального ансамбля (2007). Посвящение: «Ольге Седаковой с любовью и благодарностью посвящается».
- Симфония Четырёх Флейт (4 флейты траверсо, 2008; может быть исполнена на современных флейтах Бёма).
- «Музыка Великой Субботы», sonata da chiesa в пяти частях (2006—2009). Посвящение: «Посвящается Ольге Седаковой».
- «Стрекоза и Муравей», пастораль для клавесина соло (2010). Посвящение: «Посвящается Дмитрию Зубову».
- «Играем и поём», sonata da camera в 6-ти частях для флейты, скрипки, виолончели, белорусских цимбал и человеческого голоса (2010). Посвящение: «Надежде Каракулько»
- Маленькая Рождественская Серенада для камерного инструментального ансамбля (2010). Посвящение: «Наташе Копытько».
- «Песня без слов» для виолончели и фортепиано (2013; версия для кларнета или бас-кларнета и фортепиано, 2014). Посвящение: «Памяти A.F.G.D.».
- Куранта для цимбал solo по анонимному славянскому сборнику XVIII столетия (1990, 2013). Посвящение: «Екатерине Юхновой».
- Куранта для арфы solo по анонимному славянскому сборнику XVIII столетия (1990, 2013).
- Квинтет (2015). Посвящение: «Посвящается Ксении Голубович».
- "Light Music", кассация в 4-х частях: Version для струнного квартета (2015).
- Трио для кларнета, виолончели и маримбы (2016). Посвящение: «Александру Корноухову».
- «Ползёт» для аккордеона соло (2020). Посвящение: «Людмиле Семёновой посвящается».
- «Северный Ветер», пьеса для одноголосного инструмента. Версия для флейты соло (2015). Посвящение: «Грише Фёдорову». Версия для валторны соло (2022). Посвящение: «Саше Гайко».
- «Книжечка Карла Шваба», 25 мелодий для флейты соло (2022). Посвящение: «Маше Колесниковой».
- «Музыка Страшной Войны и Тревожного Мира», инструментальный триптих для белорусских цимбал solo (2022):
- 1.«О Бессмертной, изгнанной с Небес» (по новелле Пу Сун-лина «Розовая Бабочка»). Посвящение: «Светлой памяти Насти Яланской, девушки-волонтёра, погибшей от пули русского солдата под Киевом в 2022 году».
- 2.«Наигрыш». Посвящение: «Памяти Асры, девочки, забитой насмерть иранскими силовиками в 2022 году». Версия для греческого сантура solo с тем же посвящением (2015, 2022).
- 3.«Про Девочку, которая шила Флаг». Посвящение: «Зосе Гайко – Девочке, которая шила Флаг – посвящается». Версии для укулеле solo и для гитары solo с тем же посвящением (2022).
- Cadenza к Скрипичному концерту Ре мажор opus 61 Людвига ван Бетховена (1806, 2022). Посвящение: «Посвящается Евгению Бушкову».
- «Альбом для Светланы», 18 пьес для флейты соло (2022; возможно исполнение на флейте траверсо). Посвящение: «Свете Фёдоровой, прекрасной и настоящей».
- «Печали и Радости Звуки», экспромт для скрипки соло (2022). Посвящение: «Бушковым».
- Трио-соната для флейты. цимбал и фортепиано в 5-ти частях (2022,2023). Посвящение: «Памяти Ани Фельдман, девочки моего детства».
- «Музыкант» (по мотивам Булата Окуджавы и другим мотивам), парафраз для скрипки и фортепиано (2023). Посвящение: «Жене Бушкову к 55. Булату Окуджаве к 99. От ВК в 66».
- "Tania & Audrey", 3 пьесы для скрипки и рояля (2023). Посвящение: «Татьяне Друбич и Одри Хепбёрн посвящается».
- «Калыханка для Сашы», пьеса для скрипки и рояля (2023). Посвящение: «In memory Sascha Kuzmin».
- "MNAZAKANAN", эпитафия для струнного квартета (2023). Посвящение: «Памяти Александра Дерениковича Мнацаканяна».

### Сочинения для фортепиано
- Две пьесы для фортепиано из цикла «По Ван Гогу» (1974). Посвящение: «Маргарите Сергеевне Миненковой посвящается».
- «Missa Brevis», соната для фортепиано в 3-х частях (1976; 2-я редакция — 1983). Посвящение: «Светлой памяти Бориса Михайловича Добровольского».
- «Сундук моей бабушки», альбом детских пьес для фортепиано, 1-я тетрадь (1983—2011): 1. «Грустная Зебра», инвенция. Посвящение: «Вячеславу Карцовнику»; 2. «Морской бой». Посвящение: «Ксане Кнорре»; 3. «Размышление». Посвящение: «Ташеньке»; 4. «Марш»; 5. «Музыкальный щенок»; 6. «Прогулка».
- «Сундук моей бабушки», альбом детских пьес для фортепиано, 2-я тетрадь (2011): 1. «Сегодня в Опере». Посвящение: «Вере Поповой»; 2. «Медленное стекло», пассакалия. Посвящение: «Мите»; 3. «Пьеро». Посвящение: «Евгению Щелканову (Ройтману)»; 4. «Арлекин». Посвящение: «Евгению Ройтману (Щелканову)»; 5. «Сочельник». Посвящение: «Пашеньке»; 6. «И снова в Оперу».
- «Забытый вальс», пьеса для фортепиано соло (2011). Посвящение: «Екатерине Марецкой».
- "In Memoriam" для фортепиано соло (2020). Посвящение: «Светлой памяти Саши Фёдоровой, девочки, погибшей от COVID-19 в 2020 году».
- «Николь из Кливленда», пьеса для фортепиано (2020). Посвящение: «Памяти девочки».

### Камерная вокальная музыка
- Из Больничной тетради Семена Кирсанова», композиция для голоса и фортепиано (1974—1975).
- «Три стихотворения Осипа Мандельштама» для голоса и фортепиано (1977). Посвящение: «Моей дорогой маме».
- «Шесть стихотворений А. С. Пушкина» для голоса и фортепиано (1977-79). Посвящение: «Посвящается моим друзьям».
- «Два стихотворения Ф. И. Тютчева» для голоса в сопровождении клавира или арфы (1978, 2001).
- «Застольная» (последняя песня) для низкого голоса, рояля в 4 руки и эха ad libitum. Стихи Артюра Рембо (1982; версия с роялем в 2 руки — 1982). Посвящение: «Владимиру Рябову».
- BICINIUM на 2 голоса. Текст канонический (2014). Посвящение: «Dedicated to NC & VC».
- «Благообразный Иосиф», кантига для сольного голоса. Текст канонический в перекладе на русский язык Ольги Седаковой (2018). Посвящение: «Саше Вустину».
- «Слушаем, любим, надеемся», кантата-коллаж для одного исполнителя с текстами из Окуджавы и Овидия в переводе Гаспарова (2022). Посвящение: «Марине С. с памятью о большой любви одного маленького мальчика».
- «Голос», кантата для одинокого человеческого голоса (2022). Посвящение: «Поле Осетинской».
- «Дорожная Песня», дорожная песня для голоса и ударных на стихи М.Ю. Лермонтова (2022). Посвящение: «Валентину Васильевичу Сильвестрову».
- «Про Маринку и про меня», кантига для голоса и ударного инструмента на стихи Евгения Клюева (2022). Посвящение: «Зосе»
- Фрагмент для высокого голоса и гитары на стихи Лапо Джанни в переводе Павла Алёшина (2023) Посвящение: «Моей сестре Ольге Мостовой»

### Вокально-инструментальные представления (musical performances)
- «Северный Ветер», фантазия с игрой, пением и речитацией для 2-х исполнителей на древние китайские тексты (1992). Посвящение: «Марине Мовчан посвящается».
- «Элегия памяти Арриго Бойто», пьеса для одного исполнителя с использованием текстов В. Дорошевича, Ф. И. Шаляпина и К. Пеполи (2000).
- «Приглашение» или Новый Дивертисмент для камерного ансамбля (1982—2012). Посвящение: «В честь 100-летия Джона Кейджа».

### Произведения для хора
- Два детских хора a cappella. Стихи из английской народной поэзии в переводе С.Я. Маршака (1973).
- «Gloria» для хора a cappella (1985; окончательная версия — 1998). Посвящение: «В честь Гвидо д’Ареццо».
- «Знаки», кантата для флейты, арфы и камерного хора; тексты из Николая Рериха (1992, по заказу RMASА, США). Посвящение: «Посвящается Николаю Качанову».
- «Посвящение», миниатюра для хора и магнитофонной ленты; тексты из Осипа Мандельштама и Христианского канона (1998-99). Посвящение: «Михаилу Сергеевичу Горбачёву».
- ПЕСНОПЕНИЕ для хора a cappella (2020; может быть исполнено ансамблем из 6-ти голосов: 1 сопрано, 2 альта,1 тенор, 2 баса). Текст канонический. Посвящение: «В память о жертвах COVID во всём мире».
- «Гэткі-Гэнкі (ці Гэты-Гэны, ці Тутака-Тамака)», эцюд на хор a cappella (Вэрсіі І, ІІ; 2022). Посвящение (белорусск.): «да Наталлі Міхайлавай».

### Оригинальные транскрипции
- Две куранты для голоса и клавира по анонимному славянскому сборнику XVIII века (1989—1990).
- «Crucifixus Surrexit» для арфы соло по хоровой пьесе XVII века Андрея из Рогачёва (2016). Посвящение: «Посвящается Екатерине Журавлёвой».

### Редакции
- Чайковский-Копытько: версия 6-й картины оперы «Пиковая дама» (1890—2006).
- В. Карцовник «Песенки Боконона», маленький спектакль для двух исполнителей. Текст из романа Курта Воннегута в переводе Риты Райт-Ковалёвой «Колыбель для кошки» (1975). Посвящение: «Виктору Копытько». Редакция В. Копытько (2014).

## Прикладная музыка

### Избранные кинофильмы

#### Художественные фильмы
- 1986 — «Дядя Ваня», реж. Г. Товстоногов. «Лентелефильм», 2 серии.
- 1989 — «Последний Пылкий Влюблённый», реж. Г. Товстоногов и Е. Макаров. «Видеофильм» Госкино СССР.
- 1989 — «На железной дороге», реж. В. Дерюгин. «Беларусьфильм».
- 1990 — «В ожидании Элизабет», реж. Е. Макаров. «Лентелефильм».
- 1996 — «Бег от смерти» («Беларусьфильм»)
- 1996 — «Few of us» («Нас мало»), реж. Ш. Бартас. KINEMA (Литва), MADRAGOA FILMES (Португалия), GEMINI FILMS (Франция), WDR (Германия).
- 2002 — «В июне 41-го» (также под названием: «The Burning Land» или «The Song of Rose»), реж. М. Пташук. JUJA FILMS, США.
- 2003 — «Анастасия Слуцкая» (прокатный вариант названия — «Княгиня Слуцкая»), реж. Ю. Елхов. «Беларусьфильм».
- 2004 — «Вам — задание» («Беларусьфильм»)
- 2005 — «Я помню…», реж. С. Сычёв. «Беларусьфильм» (Диплом жюри кинопрессы и Специальный приз газеты «РЭСПУБЛІКА» «За создание ярких музыкальных образов в белорусском кино» на Международном кинофестивале «Лістапад», Минск, 2006; диплом и приз «Хрустальный Аист» за лучшую музыку на 6-м Национальном Кинофестивале, 2007).
- 2006 — «Нябачаны край» («Невиданный край»), реж. В. Аслюк. «Беларусьфильм».
- 2007 — «Родина или Смерть», реж. А. Криницына. Студия «Стелла» (Россия) совместно со студией «Беларусьфильм».
- 2008 — «Пока мы живы», реж. С. Сычёв. «Беларусьфильм», 2 серии.
- 2009 — «Инсайт» (прокатный вариант названия — «Озарение»), реж. Р. Грицкова. «Беларусьфильм».
- 2010 — «Покушение», реж. А. Ефремов. «Беларусьфильм» совместно с Арт Синема (Россия), 8 серий.
- 2016 — «Следы на воде», реж. А. Анисимов. «Беларусьфильм» (Национальная кинопремия Беларуси за лучшую музыку к фильму, 2018).
- 2019 — «Авантюры Прантиша Вырвича», реж. А. Анисимов. «Беларусьфильм», 4 серии, а также односерийная киноверсия.

#### Документальные и научно-популярные кино-, теле- и видеофильмы
- 1978 — «Нарочанская баллада», реж. А. Каневский. «Беларусьфильм».
- 1979 — «Зачем нужны контролёры», реж. А. Каневский. «Беларусьфильм».
- 1980 — «Здравоохранение в СССР», реж. А. Каневский. «Беларусьфильм».
- 1983 — «Загадка руки», реж. О. Морокова. «Беларусьфильм».
- 1984 — «Юрий Тарич», реж. А. Каневский. «Беларусьфильм».
- 1985 — «Открытие без открытий», реж. А. Каневский. «Беларусьфильм» (Диплом киностудии «Беларусьфильм» за лучшую музыку, 1986).
- 1985 — «Чтобы пиво добрым было», реж. А. Каневский. «Беларусьфильм» (Диплом киностудии «Беларусьфильм» за лучшую музыку, 1986).
- 1985 — «В кругу Зодиака», реж. А. Чекменёв. «Беларусьфильм» (Диплом киностудии «Беларусьфильм» за лучшую музыку, 1986).
- 1986 — «Тайны Зелёного Короля», реж. А. Чекменёв. «Беларусьфильм».
- 1986 — «Приятного аппетита!», реж. Е. Колос. «Беларусьфильм».
- 1987 — «В парках старинных», реж. Е. Колос. «Беларусьфильм».
- 1987 — «Столичные провинциалы», реж. С. Гайдук. «Беларусьфильм».
- 1989 — «Гудёлка», реж. А. Каневский. «Беларусьфильм».
- 1989 — «Спи спокойно», реж. Миша Лобко. TV France 2 (Франция).
- 1990 — «Спрадвечнае мужчынскае мастацтва», реж. А. Каневский. «Белвидеоцентр».
- 1990 — «Погребение пето не было», реж. Е. Макаров. «Лентелефильм».
- 1990 — «Я из повиновения вышел», реж. С. Лукьянчиков. «Беларусьфильм».
- 1990 — «Союз нерушимый», реж. С. Чернядьев. «СПб Русское Видео».
- 1991 — «Меч и Роза», реж. А. Каневский, «Беларусьфильм».
- 1993 — «Адлучэнне», реж. С. Лукьянчиков. «Беларусьфильм» (Диплом за лучшую музыку на Минском Международном Кинорынке, 1997).
- 1994 — «Смутак», реж. С. Лукьянчиков. «Беларусьфильм» (Диплом за лучшую музыку на Минском Международном Кинорынке, 1997).
- 1996 — «Фантомы Чернобыля», реж. С. Лукьянчиков. «Белвидеоцентр» (Диплом за лучшую музыку на Минском Международном Кинорынке, 1997).
- 1996 — «Чернобыль, пепел», реж. С. Лукьянчиков. «Беларусьфильм».
- 2002 — «Гений места», реж. Г. Адамович. «Беларусьфильм» (Диплом и приз «Хрустальный Аист» за лучшую музыку на 3-м Национальном Кинофестивале, 2003).
- 2003 — «Продолжение», реж. Г. Адамович. «Беларусьфильм».
- 2013 — «Леанід Дранько-Майсюк. Бязмежнае», реж. Е. Сетько. «Беларусьфильм».
- 2013 — «Два яблока на одной ветке», реж. С. Лукьянчиков. «Беларусьфильм».
- 2024 — «Лагеря смерти», реж. А. Анисимов. «Беларусьфильм».
- 2024 — «Сожжённые деревни Беларуси», реж. А. Анисимов. «Беларусьфильм».

#### Анимационные фильмы
- 1993 — «Месяц», реж. В. Петкевич и Е. Петкевич. «Беларусьфильм».
- 1996 — «Жило-было дерево…», реж. В. Петкевич. «Беларусьфильм» (Диплом за лучшую музыку на 1-м Национальном кинофестивале, 1997).
- 1996 — «Сказки леса», реж. Е. Петкевич. «Беларусьфильм» (Диплом за лучшую музыку на 1-м Национальном кинофестивале и на Минском Международном Кинорынке, оба — 1997).
- 1998 — «Сова», реж. В. Петкевич. «Беларусьфильм».
- 2000 — «Ерш и Воробей», реж. В. Петкевич. «Беларусьфильм».
- 2005 — «Соловей» (из серии фильмов «ГОРА САМОЦВЕТОВ»), реж. И. Кодюкова. Студия «Пилот», Россия.
- 2006 — «Волшебная Лавка» (совместно с Ариной Цытленок), реж. Е. Петкевич. «Беларусьфильм».
- 2007 — «Людвиг ван Бетховен» (из цикла «Сказки старого пианино»), реж. В. Петкевич. Студия М. И. Р., Россия (фильм выдвигался на соискание премии OSCAR в 2007 году).
- 2007 — «Лягушка-Путешественница», реж. В. Петкевич. «Беларусьфильм».
- 2008 — «Роберт Шуман. Письма» (из цикла «Сказки старого пианино»), реж. Е. Петкевич. Студия М. И. Р., Россия.
- 2009 — «Жила-была последняя Мушка…», реж. В. Петкевич. «Беларусьфильм».
- 2009 — «Птаха», реж. А. Ленкин. «Беларусьфильм».
- 2010 — «Было лето», реж. И. Кодюкова. «Беларусьфильм».
- 2011 — «Курочка Ряба», реж. В. Петкевич. «Беларусьфильм» (Приз зрительских симпатий на XIV Международном фестивале анимационных фильмов «Анимаёвка-2011»).
- 2013 — «Мышка», реж. В. Петкевич. «Беларусьфильм».
- 2014 — «Хрюша», реж. В. Петкевич. «Беларусьфильм».
- 2015 — «Ложка для солдата», реж. И. Тарасова. «Беларусьфильм».
- 2015 — «Аист», реж. В. Петкевич. «Беларусьфильм».

### Избранные спектакли

#### Драматические спектакли
- 1978 — «Медленное стекло». Спектакль кафедры оперной режиссуры Ленинградской консерватории по мотивам фантастического рассказа Боба Шоу (Ленинград, Россия). Реж. Дм. Рождественский.
- 1979 — «Бег». Спектакль кафедры оперной режиссуры Ленинградской консерватории по М. Булгакову. Реж. Ю. Борисов (Ленинград, Россия).
- 1979 — «Египетские ночи». Спектакль Ленинградского отделения Всероссийского театрального общества по произведениям А. С. Пушкина. Реж. Дм. Рождественский и Ю. Борисов.
- 1982 — «Мальчик с зелёными пальцами». Спектакль Могилёвского областного театра драмы и комедии им. В. Дунина-Марцинкевича, пьеса Эдуарда Брука по мотивам М. Дрюона (Бобруйск, Беларусь).
- 1992 — «Три ножа из страны Вэй». Спектакль государственного Русского драматического театра по пьесе Харри Мартинсона. Режиссёр С. Остренко (Минск, Беларусь; сюита из музыки к спектаклю посвящена Евгению Клюеву).
- 1997 — «Князь Витовт». Спектакль Национального Академического театра им. Янки Купалы по пьесе Алексея Дударева. Режиссёр В. Раевский (Минск, Беларусь).
- 1997 — «Прихоти Марианны». Спектакль БДТ им. Георгия Товстоногова по пьесе Альфреда де Мюссе. Режиссёр Н. Пинигин (Санкт-Петербург, Россия).
- 1998 — «Розовая Бабочка». Спектакль Тюменского театра драмы и комедии по мотивам новеллы Пу Сун-лина. Режиссёр С. Остренко (Тюмень, Россия).
- 1999 — «Пирамида Хеопса». Спектакль Национального Академического театра им. Янки Купалы по пьесе Ю. Ломовцева. Реж. В. Раевский (Минск, Беларусь)
- 1999 — «Бедная Лиза». Зингшпиль по Н. Карамзину в Минской антрепризе «Виртуозы сцены». Реж. Н. Пинигин (Минск, Беларусь).
- 2000 — «Черная панна Несвижа». Спектакль Национального Академического театра им. Янки Купалы по пьесе Алексея Дударева. Режиссёр В. Раевский (Минск, Беларусь).
- 2002 — «Всеслав Чародей». Спектакль Брестского областного театра драмы по пьесе Алексея Дударева. Режиссёр В. Раевский (Брест, Беларусь).
- 2002 — «Потерянный рай». Спектакль Национального Академического театра им. Янки Купалы по пьесе Андрея Курейчика. Режиссёр В. Раевский (Минск, Беларусь).
- 2004 — «Эрик XIV». Спектакль Национального Академического театра им. Янки Купалы по пьесе Августа Стриндберга. Режиссёр В. Раевский (Минск, Беларусь).
- 2005 — «Чичиков». Спектакль Национального Академического театра им. Янки Купалы по поэме Н. В. Гоголя «Мёртвые души». Режиссёр В. Раевский (Минск, Беларусь). Посвящение партитуры: «Маме посвящается».
- 2008 — «Ядвига». Спектакль Национального Академического театра им. Янки Купалы по пьесе Алексея Дударева. Режиссёр В. Раевский (Минск, Беларусь).
- 2013 — «Безымянная звезда». Спектакль Театра-студии Киноактёра по пьесе М. Себастиана. Режиссёр А. Ефремов (Минск, Беларусь).
- 2015 — «SYMPOSIUM» («Пирушка»). Спектакль Нового Рижского театра по тексту Платона-Тиронса. Режиссёр У. Тиронс (Рига, Латвия).
- 2019 — «Фальшивая нота». Спектакль Театра-студии Киноактёра по пьесе Д. Карона. Режиссёр А. Ефремов (Минск, Беларусь).

#### Кукольные спектакли
- 1988 — «Про Федота-стрельца, удалого молодца». Спектакль Белорусского Государственного Театра Кукол по пьесе Л. Филатова. Реж. Ю. Сарычев (Минск, Беларусь).
- 1988 — «Міхей-шавец i Марцін-кравец». Спектакль Могилевского областного театра кукол по пьесе В.Гревцова. Реж. О. Жюгжда (Могилёв, Беларусь).
- 1994 — «Меч Ангела». Спектакль Минского областного театра кукол «Батлейка» по пьесе И. Сидорука. Реж. Ю. Сарычев (Молодечно, Беларусь).
- 1995 — «Снежная королева». Спектакль Минского областного театра кукол «Батлейка» по сказке Г. Х. Андерсена. Реж. Ю. Сарычев (Молодечно, Беларусь).
- 1997 — «Сказка про Ванюшу и загадочную русскую душу». Спектакль Муниципального театра кукол г. Магдебурга (Германия). Автор пьесы и режиссёр Алексей Лелявский.
- 2002 — «Белый пароход». Спектакль театра кукол и актёра им. А. Смолки г. Ополе (Польша) по повести Чингиза Айтматова. Автор пьесы и режиссёр Алексей Лелявский.